# Herman III (margrabia Badenii)
Herman III Wielki (ur. ok. 1105, zm. 16 stycznia 1160) – margrabia Werony i Badenii.

## Życiorys
Herman III był synem Hermana II i Judyty von Hohenberg. Od 1130 do śmierci był regentem Badenii.
Herman III był zwolennikiem Staufów i z tego powodu często popadał w konflikty z rodem Zähringen. W 1140 uczestniczył w oblężeniu zamku Weibertreu i otrzymał wójtostwo Selz w Alzacji. Następnie wziął udział w II wyprawie krzyżowej.
W 1151 król Konrad III nadał mu Marchię Werony. W 1153 Fryderyk Barbarossa nadał mu dwór Besigheim. Rok później Herman III walczył w Lombardii wspierając cesarza w wojnie z Mediolanem.
Herman III został pochowany w klasztorze św. Pankracego w Backnang.

## Rodzina
Herman III przed 1134 poślubił Bertę Hohenstauf. Z tego związku narodził się syn:
- Herman IV (zm. 13 września 1190) – margrabia Badenii

Drugą żoną Hermana była Maria, córka księcia czeskiego Sobiesława I. Z tego małżeństwa narodziła się córka:
- Gertruda (zm. przed 1225), poślubiła ok. 1180 hrabiego Albrechta von Dagsburg († 1211)